# Franklin Henry Giddings
Franklin Henry Giddings (Sherman, 23 marzo 1855 – Scarsdale, 11 giugno 1931) è stato un sociologo statunitense.
Professore di sociologia alla Columbia University, elaborò la teoria del comportamento pluralistico, secondo la quale bisognava favorire la stabilità sociale ed opporsi al radicalismo.
Tra le sue opere si ricordano I principi di sociologia (1896), Democrazia e Impero (1900) e Studi scientifici sulla società umana (1924).